# Muzeum Sztuk Pięknych w Bukareszcie
Muzeum Sztuk Pięknych w Bukareszcie (rum. Muzeul Național de Artă al României) - muzeum sztuki w Bukareszcie, w Rumunii.

## Historia
Narodowe Muzeum Sztuki w Bukareszcie zostało założone w 1948 roku i znajduje się w dawnym Pałacu Królewskim wybudowanym w 1837 roku. Początkowo jego zasoby składały się głównie z kolekcji króla Karola I i mieściły się w pałacu Peleș w Sinaia. W kolejnych latach zbiory muzeum powiększały się o kolejne prywatne kolekcje. Obecnie muzeum posiada ponad 70 tys. eksponatów podzielonych na dwa główne obszary: dział galerii narodowej z dziełami rumuńskich artystów oraz dział galerii sztuki europejskiej.

## Kolekcja
W 1989 roku podczas Rumuńskiej Rewolucji, która obaliła rządy Nicolae Ceaușescu, muzeum zostało zniszczone. W 2000 muzeum częściowo zostało ponownie otwarte dla publiczności. W 2002 roku wystawiono kolekcję sztuki średniowiecznej i prace uratowane z klasztorów zniszczonych podczas rządów komunistycznych. Obecnie muzeum prezentuje obrazy dawnych mistrzów, takich jak: Domenico Veneziano, El Greco, Tintoretto, Jan van Eyck, Jan Brueghel (starszy), Peter Paul Rubens czy Rembrandt oraz dzieła impresjonistów takich jak Claude Monet i Alfred Sisley.